# Сюзанна Мукерджі
Сюзанна Мукерджі (англ. Suzanna Mukherjee) — індійська акторка українського походження.

## Життєпис
Мукерджі — наполовину бенгальського походження, наполовину українського. Її батько — бенгалець, а мати — наполовину українка та росіянка. Вона народилася в Індії та закінчила школу в Бгілаї, де її мати керує бутиком. Своїми улюбленими акторами та акторками Боллівуду вона вважає Амітабха Баччана, Пріянку Чопру, Табу, а Сонам Капур — іконою стилю, яка її надихає. Вона здобула ступінь магістра ділового адміністрування у сфері фінансів в Пуне. Оскільки Мукерджі народилась у мультикультурній родині, вона знає кілька мов, включаючи українську, російську, бенгальську, гінді, англійську, маратхі.

## Кар'єра

### Телебачення
Вона була однією з учасниць «MTV Roadies Hell Down Under», шостого випуску реаліті-шоу, але вибула в 6-му епізоді. Крім «Roadies» вона також брала участь в іншому реаліті-шоу «Emotional Atyachar».

### Фільми
У фільмі вона зіграє разом із боллівудським актором Емраном Хашмі у «Raaz: Reboot», четвертій частині франшизи жахів.

### Вебсеріали
21 грудня 2016 року почала працювати над новим вебсеріалом «Married Woman Diaries» на Sony LIV та YouTube.

## Фільмографія

### Телебачення
- 2009 — «MTV Roadies Hell Down Under» — реаліті-шоу на MTV
- 2009 — «Basera» на NDTV Imagine
- 2009—2010 — «Кімнати» на 5 каналі

### Фільми
- 2012 — «Тутія Діл»[8]
- 2014 — «Подорож до Бхангарха»[7]
- 2014 — «22 ярди»[9]
- 2015 — «Бадмашіяан»[10]
- 2016 — «Рааз Перезавантаження»
- 2016 — «Мона Дарлінг»[11]

### Вебсеріали
- 2017 — «Щоденники одруженої жінки»[12]
- 2023 — «Каалкут»